# Pavlovice u Přerova
Pavlovice u Přerova é uma comuna checa localizada na região de Olomouc, distrito de Přerov.